# Daniel Portnoff
Per Daniel Georg Portnoff, född 9 april 1971 i Johannes församling i Stockholm, är en svensk moderat kommunalpolitiker i Trosa kommun. Portnoff är sedan 2006 kommunalråd tillika kommunstyrelsens ordförande i Trosa kommun.
Sedan 2010 är Portnoff även ledamot av Sörmlands regionfullmäktige, tidigare landstingsfullmäktige. Portnoff är även förste vice ordförande för Regionala utvecklingsnämnden samt vice ordförande för Utskottet för regional samhällsplanering i regionen. Vid sidan om detta har Portnoff även uppdrag som vice ordförande i Mälardalsrådets arbetsgrupp för Storregional kollektivtrafik. Därutöver är han representant för Region Sörmland i Mälardalstrafikens styrelse, och i styrelsen för Nyköping-Östgötalänken AB.
Portnoff satt med i kommunens första kommunfullmäktige 1992 när Trosa blev egen kommun och blev 1998-2002 Sveriges yngsta kommunstyrelseordförande och kommunalråd, oppositionsråd 2002-2006 och sedan 2006 kommunstyrelsens ordförande och kommunalråd.